# Weltmeisterschaften im Gewichtheben 2001
Die 14. Weltmeisterschaften im Gewichtheben der Frauen und 71. Weltmeisterschaften im Gewichtheben der Männer fanden vom 4. bis zum 11. November 2001 in der türkischen Stadt Antalya statt. An den von der International Weightlifting Federation (IWF) im Zweikampf (Reißen und Stoßen) ausgetragenen Wettkämpfen nahmen 114 Gewichtheberinnen aus 34 Nationen und 153 Gewichtheber aus 47 Nationen teil.

## Medaillengewinner

### Männer

#### Klasse bis 56 Kilogramm
| Disziplin | Gold        | Gold     | Silber                  | Silber   | Bronze                  | Bronze   |
| --------- | ----------- | -------- | ----------------------- | -------- | ----------------------- | -------- |
| Reißen    | Halil Mutlu | 138,5 kg | William Vargas Trujillo | 127,5 kg | Wang Shin-yuan          | 122,5 kg |
| Stoßen    | Halil Mutlu | 162,5 kg | Wang Shin-yuan          | 157,5 kg | Sergio Álvarez Boulet   | 150,0 kg |
| Zweikampf | Halil Mutlu | 300,0 kg | Wang Shin-yuan          | 280,0 kg | William Vargas Trujillo | 277,5 kg |

#### Klasse bis 62 Kilogramm
| Disziplin | Gold                   | Gold     | Silber             | Silber   | Bronze                 | Bronze   |
| --------- | ---------------------- | -------- | ------------------ | -------- | ---------------------- | -------- |
| Reißen    | Li Yinglong            | 142,5 kg | Nikolaj Pešalov    | 137,5 kg | Henadsij Aljaschtschuk | 137,5 kg |
| Stoßen    | Henadsij Aljaschtschuk | 181,0 kg | Vladimir Rodríguez | 167,5 kg | Stefan Georgiew        | 167,5 kg |
| Zweikampf | Henadsij Aljaschtschuk | 317,5 kg | Li Yinglong        | 305,0 kg | Stefan Georgiew        | 302,5 kg |

#### Klasse bis 69 Kilogramm
| Disziplin | Gold               | Gold     | Silber            | Silber   | Bronze             | Bronze   |
| --------- | ------------------ | -------- | ----------------- | -------- | ------------------ | -------- |
| Reißen    | Reyhan Arabacıoğlu | 155,0 kg | Yasin Arslan      | 150,0 kg | Georgios Tzelilis  | 150,0 kg |
| Stoßen    | Galabin Boewski    | 190,0 kg | Georgios Tzelilis | 185,0 kg | Andrey Matveyev    | 182,5 kg |
| Zweikampf | Galabin Boewski    | 340,0 kg | Georgios Tzelilis | 335,0 kg | Reyhan Arabacıoğlu | 335,0 kg |

#### Klasse bis 77 Kilogramm
| Disziplin | Gold               | Gold     | Silber              | Silber   | Bronze                   | Bronze   |
| --------- | ------------------ | -------- | ------------------- | -------- | ------------------------ | -------- |
| Reißen    | Plamen Scheljaskow | 165,0 kg | Nader Sufyan Abbas  | 162,5 kg | Mohammad Hossein Barkhah | 162,5 kg |
| Stoßen    | Nader Sufyan Abbas | 202,5 kg | Oleg Perepetschonow | 200,0 kg | Attila Feri              | 200,0 kg |
| Zweikampf | Nader Sufyan Abbas | 365,0 kg | Oleg Perepetschonow | 360,0 kg | Mohammad Hossein Barkhah | 360,0 kg |

#### Klasse bis 85 Kilogramm
| Disziplin | Gold             | Gold     | Silber                 | Silber   | Bronze                 | Bronze   |
| --------- | ---------------- | -------- | ---------------------- | -------- | ---------------------- | -------- |
| Reißen    | Giorgi Assanidse | 180,0 kg | Aliaksandr Anishchanka | 177,5 kg | Milen Dobrew           | 175,0 kg |
| Stoßen    | Giorgi Assanidse | 210,0 kg | Ernesto Quiroga        | 210,0 kg | Aliaksandr Anishchanka | 207,5 kg |
| Zweikampf | Giorgi Assanidse | 390,0 kg | Aliaksandr Anishchanka | 385,0 kg | Milen Dobrew           | 382,5 kg |

#### Klasse bis 94 Kilogramm
| Disziplin | Gold            | Gold     | Silber         | Silber   | Bronze             | Bronze   |
| --------- | --------------- | -------- | -------------- | -------- | ------------------ | -------- |
| Reißen    | Kourosh Bagheri | 185,0 kg | Nizami Paşayev | 182,5 kg | Aleksan Karapetjan | 182,5 kg |
| Stoßen    | Szymon Kołecki  | 230,0 kg | Nizami Paşayev | 222,5 kg | Kourosh Bagheri    | 222,5 kg |
| Zweikampf | Kourosh Bagheri | 407,5 kg | Nizami Paşayev | 405,0 kg | Szymon Kołecki     | 402,5 kg |

#### Klasse bis 105 Kilogramm
| Disziplin | Gold                 | Gold     | Silber           | Silber   | Bronze           | Bronze   |
| --------- | -------------------- | -------- | ---------------- | -------- | ---------------- | -------- |
| Reißen    | Wladimir Smortschkow | 198,0 kg | Alexandru Bratan | 190,0 kg | Ihor Rasorjonow  | 187,5 kg |
| Stoßen    | Bünyamin Sudaş       | 235,0 kg | Ihor Rasorjonow  | 230,0 kg | Alexandru Bratan | 225,0 kg |
| Zweikampf | Wladimir Smortschkow | 422,5 kg | Bünyamin Sudaş   | 420,0 kg | Ihor Rasorjonow  | 417,5 kg |

#### Klasse über 105 Kilogramm
| Disziplin | Gold              | Gold     | Silber                 | Silber   | Bronze             | Bronze   |
| --------- | ----------------- | -------- | ---------------------- | -------- | ------------------ | -------- |
| Reißen    | Jaber Saeed Salem | 210,0 kg | Roman Meschtscherjakow | 205,0 kg | Andrei Tschemerkin | 200,0 kg |
| Stoßen    | Jaber Saeed Salem | 250,0 kg | Paweł Najdek           | 250,0 kg | Andrei Tschemerkin | 242,5 kg |
| Zweikampf | Jaber Saeed Salem | 460,0 kg | Roman Meschtscherjakow | 445,0 kg | Andrei Tschemerkin | 442,5 kg |

### Frauen

#### Klasse bis 48 Kilogramm
| Disziplin | Gold    | Gold     | Silber         | Silber   | Bronze        | Bronze   |
| --------- | ------- | -------- | -------------- | -------- | ------------- | -------- |
| Reißen    | Gao Wei | 85,0 kg  | Remigia Arcila | 77,5 kg  | Gema Peris    | 75,0 kg  |
| Stoßen    | Gao Wei | 105,0 kg | Blessed Udoh   | 100,0 kg | Chen Han-tung | 95,0 kg  |
| Zweikampf | Gao Wei | 190,0 kg | Blessed Udoh   | 175,0 kg | Chen Han-tung | 170,0 kg |

#### Klasse bis 53 Kilogramm
| Disziplin | Gold              | Gold     | Silber       | Silber   | Bronze            | Bronze   |
| --------- | ----------------- | -------- | ------------ | -------- | ----------------- | -------- |
| Reißen    | Li Feng-ying      | 95,0 kg  | Qiu Hongxia  | 92,5 kg  | Alexandra Escobar | 90,0 kg  |
| Stoßen    | Alexandra Escobar | 115,0 kg | Li Feng-ying | 115,0 kg | Qiu Hongxia       | 115,0 kg |
| Zweikampf | Li Feng-ying      | 210,0 kg | Qiu Hongxia  | 207,5 kg | Alexandra Escobar | 205,0 kg |

#### Klasse bis 58 Kilogramm
| Disziplin | Gold                  | Gold     | Silber   | Silber   | Bronze                | Bronze   |
| --------- | --------------------- | -------- | -------- | -------- | --------------------- | -------- |
| Reißen    | Marieta Gotfryd       | 95,0 kg  | Liu Bing | 95,0 kg  | Aleksandra Klejnowska | 92,5 kg  |
| Stoßen    | Aleksandra Klejnowska | 122,5 kg | Liu Bing | 117,5 kg | Sunaina Anand         | 115,0 kg |
| Zweikampf | Aleksandra Klejnowska | 215,0 kg | Liu Bing | 212,5 kg | Marieta Gotfryd       | 202,5 kg |

#### Klasse bis 63 Kilogramm
| Disziplin | Gold              | Gold     | Silber            | Silber   | Bronze        | Bronze   |
| --------- | ----------------- | -------- | ----------------- | -------- | ------------- | -------- |
| Reißen    | Xiao Ying         | 105,0 kg | Anastasia Tsakiri | 102,5 kg | Kuo Ping-chun | 102,5 kg |
| Stoßen    | Anastasia Tsakiri | 125,0 kg | Kuo Ping-chun     | 125,0 kg | Xiao Ying     | 125,0 kg |
| Zweikampf | Xiao Ying         | 230,0 kg | Anastasia Tsakiri | 227,5 kg | Kuo Ping-chun | 227,5 kg |

#### Klasse bis 69 Kilogramm
| Disziplin | Gold             | Gold     | Silber             | Silber   | Bronze             | Bronze   |
| --------- | ---------------- | -------- | ------------------ | -------- | ------------------ | -------- |
| Reißen    | Walentina Popowa | 115,0 kg | Eszter Krutzler    | 110,0 kg | Swetlana Chabirowa | 110,0 kg |
| Stoßen    | Walentina Popowa | 142,5 kg | Swetlana Chabirowa | 140,0 kg | Eszter Krutzler    | 130,0 kg |
| Zweikampf | Walentina Popowa | 257,5 kg | Swetlana Chabirowa | 250,0 kg | Eszter Krutzler    | 240,0 kg |

#### Klasse bis 75 Kilogramm
| Disziplin | Gold             | Gold     | Silber      | Silber   | Bronze      | Bronze   |
| --------- | ---------------- | -------- | ----------- | -------- | ----------- | -------- |
| Reißen    | Gyöngyi Likerecz | 116,0 kg | Aysel Özgür | 112,5 kg | Şule Şahbaz | 112,5 kg |
| Stoßen    | Gyöngyi Likerecz | 140,0 kg | Cao Chunyan | 135,0 kg | Kuo Yi-hang | 135,0 kg |
| Zweikampf | Gyöngyi Likerecz | 255,0 kg | Şule Şahbaz | 247,5 kg | Cao Chunyan | 242,5 kg |

#### Klasse über 75 Kilogramm
| Disziplin | Gold           | Gold     | Silber         | Silber   | Bronze          | Bronze   |
| --------- | -------------- | -------- | -------------- | -------- | --------------- | -------- |
| Reißen    | Albina Khomich | 127,5 kg | Agata Wróbel   | 125,0 kg | Helen Idahosa   | 117,5 kg |
| Stoßen    | Albina Khomich | 155,0 kg | Viktória Varga | 150,0 kg | Agata Wróbel    | 150,0 kg |
| Zweikampf | Albina Khomich | 282,5 kg | Agata Wróbel   | 275,0 kg | Chen Hsiao-lien | 262,5 kg |

## Medaillenspiegel
Die Platzierungen im Medaillenspiegel sind nach der Anzahl der gewonnenen Goldmedaillen sortiert, gefolgt von der Anzahl der Silber- und Bronzemedaillen (lexikographische Ordnung). Weisen zwei oder mehr Nationen eine identische Medaillenbilanz auf, werden sie alphabetisch geordnet auf dem gleichen Rang geführt.
| Rang | Nation              | Gold | Silber | Bronze | Gesamt |
| ---- | ------------------- | ---- | ------ | ------ | ------ |
| 1.   | Russland            | 8    | 6      | 5      | 19     |
| 2.   | Volksrepublik China | 6    | 7      | 3      | 16     |
| 3.   | Türkei              | 5    | 4      | 2      | 11     |
| 4.   | Katar               | 5    | 1      | 0      | 06     |
| 5.   | Polen               | 4    | 3      | 4      | 11     |
| 6.   | Ungarn              | 3    | 2      | 3      | 08     |
| 7.   | Bulgarien           | 3    | 0      | 4      | 07     |
| 8.   | Georgien            | 3    | 0      | 0      | 03     |
| 9.   | Chinesisch Taipeh   | 2    | 4      | 7      | 13     |
| 10.  | Belarus             | 2    | 2      | 2      | 06     |
| 11.  | Iran                | 2    | 0      | 3      | 05     |
| 12.  | Griechenland        | 1    | 4      | 1      | 06     |
| 13.  | Ecuador             | 1    | 0      | 2      | 03     |
| 14.  | Kuba                | 0    | 3      | 2      | 05     |
| 15.  | Aserbaidschan       | 0    | 3      | 0      | 03     |
| 16.  | Nigeria             | 0    | 2      | 1      | 03     |
| 17.  | Ukraine             | 0    | 1      | 2      | 03     |
| 18.  | Moldau              | 0    | 1      | 1      | 02     |
| 19.  | Kroatien            | 0    | 1      | 0      | 01     |
| 19.  | Venezuela           | 0    | 1      | 0      | 01     |
| 21.  | Australien          | 0    | 0      | 1      | 01     |
| 21.  | Indien              | 0    | 0      | 1      | 01     |
| 21.  | Spanien             | 0    | 0      | 1      | 01     |